# 约翰·科布利
约翰·科布利（英語：John Cobley，1872年9月7日—1958年3月23日），澳大利亚男子草地滚球运动员。他曾代表澳大利亚参加1950年大英帝国运动会草地滚球比赛，获得一枚银牌。

## 家庭
弟弟詹姆斯·科布利。